# Provinciale weg 608
De provinciale weg 608 (N608) is een voormalige provinciale weg in Noord-Brabant. Het is een belangrijke verbindingsroute tussen Deurne en Asten. De weg sluit bij Asten aan op de Rijksweg 67 en de Provinciale weg 279 waar het voormalige Ei van Ommel was, in Deurne sluit de weg aan op de Provinciale weg 270. De N608 is sinds 2006 in gemeentelijk beheer en draagt de straatnamen: Deurneseweg, Vlierdenseweg, Vlierdensedreef, Binderendreef.

## Rijstrookconfiguratie en maximumsnelheid
| Van                 | Naar                | Rijstroken | Vmax    |
| ------------------- | ------------------- | ---------- | ------- |
| Ommel               | bebouwde kom Deurne | 1x2        | 80 km/h |
| bebouwde kom Deurne | Deurne (N270)       | 1x2        | 50 km/h |

N62 · N69 · N251 · N252 · N253 · N254 · N255 · N256/A256 · N257 · N258 · N260 · N261 · N262 · N263 · N264 · N266 · N267 · N268 · N269 · N270/A270 · N271 · N272 · N273 · N274 · N275 · N276 · N277 · N278 · N279 · N280 · N281 · N282 · N283 · N284 · N285 · N286 · N287 · N288 · N289 · N290 · N291 · N292 · N293 · N294 · N295 · N296 · N296n · N297 · N298 · N300 · N321 · N322 · N324 · N329 · N389 · N394 · N395 · N396 · N397

N556 · N562 · N564 · N570 · N572 · N590 · N595 · N598 · N601 · N602 · N605 · N607 · N612 · N613 · N615 · N616 · N617 · N618 · N620 · N622 · N625 · N629 · N631 · N632 · N637 · N638 · N639 · N640 · N641 · N651 · N652 · N653 · N654 · N655 · N656 · N658 · N659 · N660 · N661 · N662 · N663 · N664 · N665 · N666 · N667 · N668 · N669 · N670 · N671 · N673 · N674 · N675 · N676 · N682 · N683 · N686 · N689 · N690 · N831 · N843

Voormalige provinciale wegen: N299 · N551 · N552 · N553 · N554 · N555 · N560 · N561 · N563 · N565 · N566 · N567 · N568 · N571 · N574 · N580 · N581 · N582 · N583 · N584 · N585 · N586 · N587 · N588 · N589 · N591 · N592 · N593 · N594 · N596 · N597 · N603 · N604 · N606 · N608 · N610 · N611 · N614 · N619 · N621 · N623 · N624 · N626 · N628 · N630 · N634 · N642 · N657